# Чарни (футбольный клуб, Львов)
Чарни (пол. Czarni, укр. Чарні), первоначальное наименование 1-й львовский футбольный клуб «Слава» Львов (пол. I. Lwowski Klub Piłki Nożnej "Sława" Lwów) — польский профессиональный футбольный клуб, существовавший в 1903—1939 годах. Один из первых польских профессиональных спортивных клубов, в котором также присутствовали секции хоккея с шайбой, лёгкой атлетики, тенниса, бокса и лыжного спорта. Основан во Львове в августе 1903 года как 1-й львовский футбольный клуб «Слава» Львов учениками 1-й и 2-й реальных школ.
Вопреки распространённому мнению, «Чарни» — не самая старая польская футбольная команда, хотя одна из самых известных львовских команд. Самой старой является другой львовский клуб «Лехия», основанный несколькими годами ранее. В 1911 году клуб стал соучредителем Союза польского футбола, в 1919 году — Польского футбольного союза, в 1926 году — и чемпионата Польши. Выступал на протяжении 7 сезонов в I Польской лиге, провёл 164 игры и набрал 141 очко с разницей мячей 120:186. Хоккейный клуб два раза подряд попадал в призёры чемпионата Польши, выиграв в 1935 году чемпионат страны.

## Все названия клуба
- 1903: 1-й львовский футбольный клуб «Слава» (пол. I. Lwowski Klub Piłki Nożnej "Sława")
- 1905: 1-й львовский футбольный клуб «Чарни» (пол. I. Lwowski Klub Piłki Nożnej "Czarni")
- 20 февраля 1909: 1-й львовский футбольный клуб «Чарни» во Львове (пол. I. Lwowski Klub Piłki Nożnej "Czarni" we Lwowie)
- 22 ноября 1910: 1-й львовский спортивный клуб «Чарни» во Львове (пол. I. Lwowski Klub Sportowy "Czarni" we Lwowie)
- 1 ноября 1936: 1-й военно-гражданский спортивный клуб «Чарни» (пол. I. Wojskowo-Cywilny Klub Sportowy "Czarni")

## История

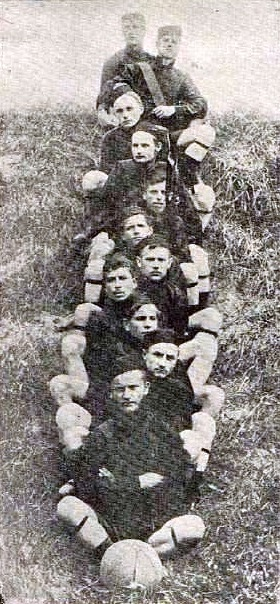
Состав клуба в 1904 году

В августе 1903 года учениками львовской 1-й и 2-й реальных школ был организован клуб, который получил название «Слава». В 1905 году были утверждены чёрно-красные цвета клуба и состоялось переименование в «Чарни». 20 февраля 1909 клуб стал именоваться львовским футбольным клубом «Чарни», а 22 ноября 1910 года стал называться спортивным клубом, чтобы подтвердить большое количество секций в клубе (в том числе хоккей на льду, лёгкая атлетика, лыжи, теннис и бокс). Один из сооснователей Союза польского футбола в 1911 году, после становления независимости Польши в 1919 году стал сооснователем Польского футбольного союза, в 1926 году — польской футбольной лиги.
В 1920 году «Чарни» дебютировали в польском футбольном первенстве в группе А Львовской окружной лиги, однако проиграли уже в первом раунде «Погони». В последующие сезоны клуб не мог попасть в высшие стадии соревнования, а дело также осложнялось тем, что только победитель Лиги получал право выступать в чемпионате Польши. В декабре 1926 года клуб после образования Первой лиги получил право на выступление там, продержавшись до 1933 года (тогда команда вылетела с 11-го места). Высшим достижением стало 8-е место в чемпионате Польши 1928 года. Позже выступала во львовской окружной (второй) лиге. Расформирована в сентябре 1939 года после начала Второй мировой войны.

## Традиции
Традиционными цветами клуба являлись чёрный и красный, откуда пришло прозвище команды — «Мармеладники» или «Повидляки». Название клуба было взято по чёрному цвету первой формы команды. Логотипом команды был белый круг с золотой каймой, вокруг которого была надпись «I. Lwowski Klub Sportowy» (с пол. — «Первый львовский спортивный клуб»), в середине находился ещё один белый круг с золотой каймой и щитом. На щите чёрные и красные полосы, на которых написано золотом «Czarni» (с пол. — «Чарни»), под щитом указана дата основания клуба (1903 год), над ним — мяч или буква «C». На форме игроков «Чарни» изображалась буква C в красном круге на левой стороне футболки.
В довоенные годы во Львове преобладали по численности именно поклонники двух клубов — «Чарни» и «Погонь», что было львовским футбольным дерби. На фоне «Мармеладников» и «Погоняжей» фанаты других клубов не выделялись. Также клуб участвовал в дерби против краковских команд: матчи между Львовом и Краковом пользовались большим авторитетом и вызвали большой интерес среди болельщиков.

## Тренеры
До 1930 года тренерами клуба «Чарни» были работники клуба, занимавшиеся техническими вопросами и не имевшие опыта тренерской работы как такового.
| Trenerzy Czarnych | Trenerzy Czarnych | Trenerzy Czarnych            |
| Тренер            | Начало полномочий | Окончание                    |
| ----------------- | ----------------- | ---------------------------- |
| Йохан Стрнад      | 1930              | 1932                         |
| Ёдён Бодор        | 1933              | 1935                         |
| Валериан Паппиус  | 1936              | до конца существования клуба |

## Список президентов
| Все президенты клуба   | Все президенты клуба | Все президенты клуба         |
| Имя                    | Начало полномочий    | Окончание полномочий         |
| ---------------------- | -------------------- | ---------------------------- |
| Казимеж Солтысиньский  | август 1903          | начало 1907                  |
| Юзеф Врубель           | начало 1907          | июль 1908                    |
| Мариан Билёр           | июль 1908            | декабрь 1908                 |
| Владислав Хойнацкий    | декабрь 1908         | ноябрь 1911                  |
| Бронислав Ласковницкий | ноябрь 1911          | март 1912                    |
| Леонард Шталь          | март 1913            | январь 1924                  |
| Зыгмунт Рукер          | 22 января 1924       | 1925                         |
| Тадеуш Хёфлингер       | 1925                 | 1928                         |
| Адам Коц               | 1928                 | 1932                         |
| Игнаций Цесликовский   | 1932                 | 1934                         |
| Здзислав Струньский    | 20 января 1934       | 9 февраля 1936               |
| Людвик Биттнер         | 9 февраля 1936       | январь 1938                  |
| Людвик Франковский     | 21 января 1938       | 21 октября 1938              |
| Людвик Биттнер         | 21 октября 1938      | до конца существования клуба |

## Рекорды клуба
- Наибольшее число игр: Францишек Хмелёвский (143)
- Лучший бомбардир: Рохус Настула (56)
- Бомбардиры чемпионата Польши: Рохус Настула (1929)
- Самый молодой игрок: Антоний Вронка (17 лет 87 дней)
- Самый молодой автор гола: Антоний Вронка (17 лет 97 дней)
- Самый возрастной игрок: Стефан Витковский (38 лет 298 дней)
- Самый возрастной автор гола: Стефан Витковский (36 лет 188 дней)
- Крупнейшая победа: 6:0 (1.Катовице, 16 июня 1929, Катовице)
- Крупнейшее поражение: 0:8 (Краковия, 1 ноября 1929, Краков)[3]

### Личные рекорды
| Рекордсмены по числу игр | Рекордсмены по числу игр | Рекордсмены по числу игр |
| Место                    | Игрок                    | Игры                     |
| ------------------------ | ------------------------ | ------------------------ |
| 1.                       | Францишек Хмелёвский     | 143                      |
| 2.                       | Станислав Олейничак      | 102                      |
| 3.                       | Казимеж Пилат            | 99                       |
| 4.                       | Стефан Витковский        | 98                       |
| 5.                       | Владислав Савка          | 95                       |

| Рекордсмены по числу голов | Рекордсмены по числу голов | Рекордсмены по числу голов |
| Место                      | Игрок                      | Голы                       |
| -------------------------- | -------------------------- | -------------------------- |
| 1.                         | Рохус Настула              | 56                         |
| 2.                         | Владислав Савка            | 40                         |
| 3.                         | Францишек Хмелёвский       | 23                         |
| 4.                         | Аугустын Джимала           | 22                         |
| 5.                         | Роман Журковский           | 16                         |

| Рекордсмены по числу игр | Рекордсмены по числу игр | Рекордсмены по числу игр |
| Место                    | Игрок                    | Игры                     |
| ------------------------ | ------------------------ | ------------------------ |
| 1.                       | Францишек Хмелёвский     | 143                      |
| 2.                       | Станислав Олейничак      | 102                      |
| 3.                       | Казимеж Пилат            | 99                       |
| 4.                       | Стефан Витковский        | 98                       |
| 5.                       | Владислав Савка          | 95                       |

| Рекордсмены по числу голов | Рекордсмены по числу голов | Рекордсмены по числу голов |
| Место                      | Игрок                      | Голы                       |
| -------------------------- | -------------------------- | -------------------------- |
| 1.                         | Рохус Настула              | 56                         |
| 2.                         | Владислав Савка            | 40                         |
| 3.                         | Францишек Хмелёвский       | 23                         |
| 4.                         | Аугустын Джимала           | 22                         |
| 5.                         | Роман Журковский           | 16                         |

| Лучшие бомбардиры чемпионата Польши | Лучшие бомбардиры чемпионата Польши | Лучшие бомбардиры чемпионата Польши |
| Сезон                               | Игрок                               | Голы                                |
| ----------------------------------- | ----------------------------------- | ----------------------------------- |
| 1929                                | Рохус Настула                       | 25                                  |

## Известные игроки
- Антоний Вронка
- Казимеж Гурский
- Рохус Настула
- Францишек Хмелёвский